# Глезер, Лев Абрамович
Лев Абрамович Гле́зер (7 января 1905, Екатеринослав — 1998, Москва) — советский шашист, мастер спорта (1930), судья всесоюзной категории (1938), журналист, библиофил|.  Участник Великой Отечественной войны.

## Биография
С 1930 года — участник чемпионатов СССР. Ведущий отдела шашек в журнале 64 — Шахматное обозрение. Публиковался в журнале «Шашки».
Один из лучших букинистов-библиофилов советского времени. С начала 1920-х годов работал на книжных развалах у Китайгородской стены, затем в нескольких книжных магазинах Москвы. Воевал во время Великой Отечественной войны. Многие годы, с 1957 по 1984, проработал в московском букинистическом магазине «Пушкинская лавка», где помогал пополнять библиотеки многим знаменитым людям. Написал книгу «Записки букиниста»
Умер в 1998 году. Урна с прахом захоронена в колумбарии на Введенском кладбище.

## Награды
Орден Отечественной войны II степени (06.11.1985).

## Книги и публикации
- Боровков А. И. Судьба библиотеки Л. А. Глезера // Про книги. 2013 № 2(26). С. 90-97
- Горбачёв С. Записки букиниста. (отрывки из книги Л. Глезера) // «64 — Шахматное обозрение». — 1990. — № 4. — С. 28—29.